# Montecastelli Pisano
Montecastelli Pisano è una frazione del comune italiano di Castelnuovo di Val di Cecina, nella provincia di Pisa, in Toscana.

## Geografia fisica
Montecastelli è situato sulla sommità di una collina, a 503 metri sul livello del mare e dista 16 km da Castelnuovo Val di Cecina. La falde della collina sono lambite ad est dal fiume Cecina e ad ovest dal torrente Pavone, che va a confluire, poco più a nord, nella stessa Cecina. 

## Storia
Le prime notizie su Montecastelli risalgono al 1114, quando a Ruggero dei conti di Bergamo, Vescovo di Volterra, furono donati beni su quella collina. 
L'origine del castello è attestata al 1202, quando il Vescovo volterrano Ildebrando Pannocchieschi e Guasco, capostipite dei conti Guasco della Rocca, edificarono il castello, dividendosene a metà il dominio. Benché nel 1204 gli uomini del castello si sottomettessero al Comune di Volterra, il Vescovo riuscì con altre vicende a conservare il controllo della località sino alla fine del Duecento. Allorché il Comune si impadronì con le armi del castello e distrusse il cassero, il palazzo e la torre appartenente ai vescovi. Nei primi anni del Trecento il Comune legalizzò la conquista comprando la porzione di castello e dei diritti signorili spettanti ai Conti Pannocchieschi e ai Guasco, finché nel 1318 ottenne dal Vescovo Ranieri Belforti la cessione della quota vescovile della Signoria. La vertenza sul processo del castello tuttavia continuò e trovò soluzione solo alla metà del secolo con la cessione compiuta dal Vescovo Filippo Belforti. In questo contesto gli uomini di montecastelli giurarono fedeltà al Comune di Volterra nel 1319 e nel 1337, ma nel 1370 si sottomisero al Comune di Firenze per tornare sotto il controllo volterrano nel 1381. Salvo un'altra parentesi fiorentina, dal 1429 Montescastelli seguì le sorti del Comune volterrano. Alla fine del XVIII secolo la sua comunità fu incorporata a quella di Castelnuovo Val di Cecina.

## Monumenti e luoghi d'interesse

### Il borgo

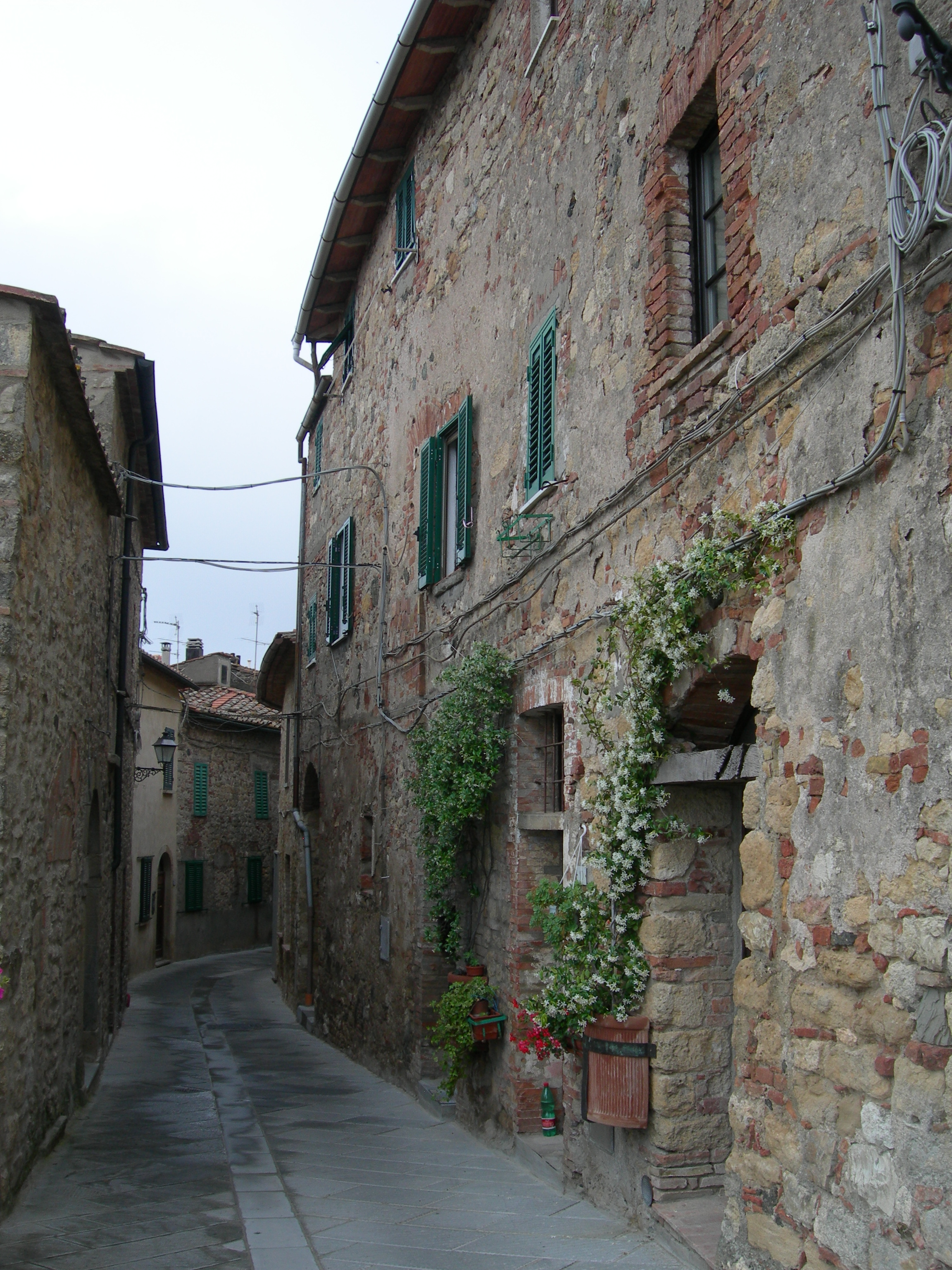
Particolare del borgo medievale di Montecastelli

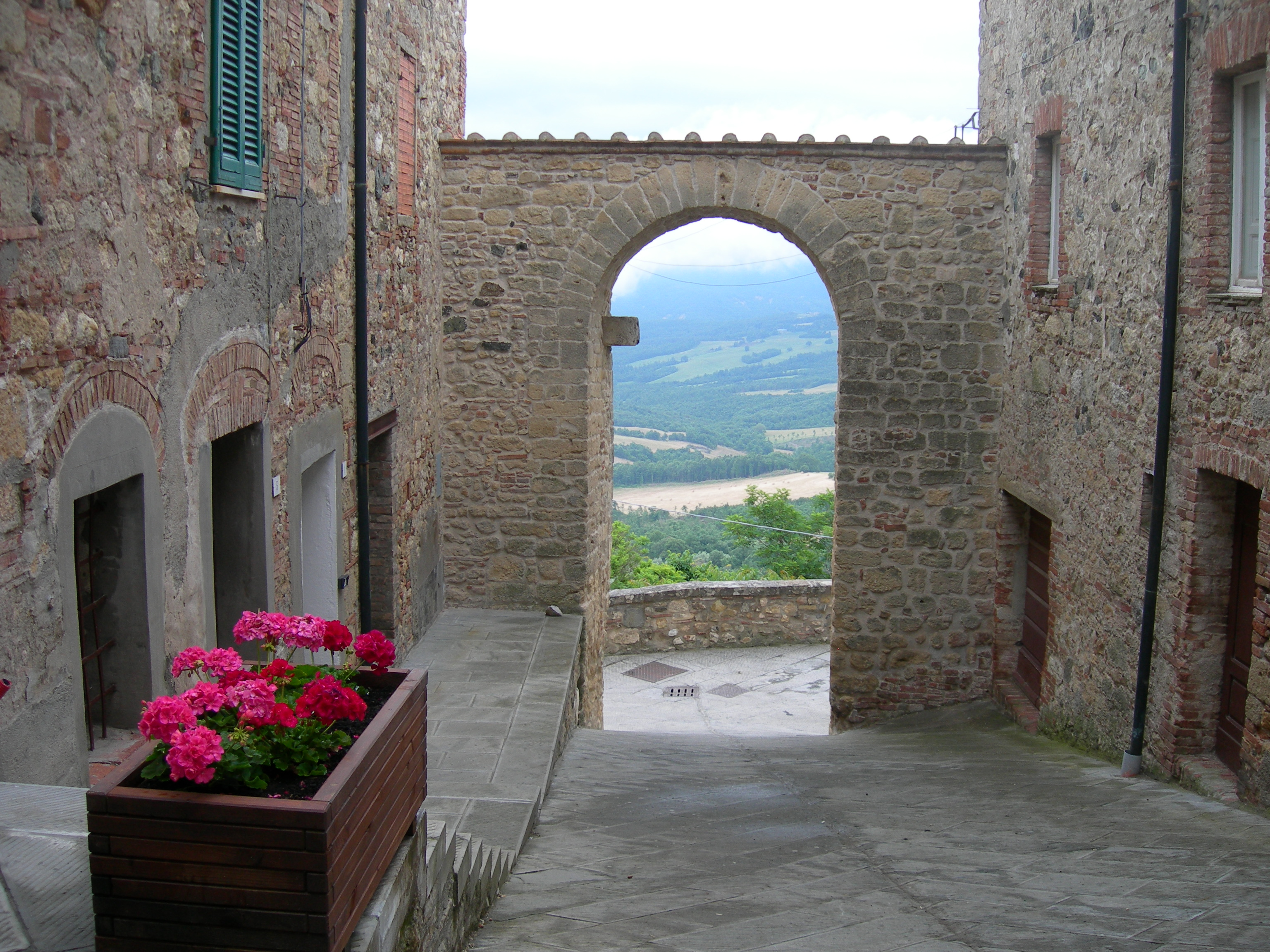
Porta meridionale delle antiche mura di Montecastelli

La struttura urbana a cerchi concentrici intorno alla sommità del colle, le strette stradine, i vicoli angusti, i passaggi coperti e le case in pietra testimoniano ancora con fedeltà l'aspetto medievale del borgo. I due principali assi stradali paralleli conducono alla pieve e alla torre. Tra i resti dell'antica cinta muraria ancora visibili alla base delle case del perimetro esterno, appare integra la porta di accesso sul fronte meridionale, con arco a tutto sesto e interamente costruita in blocchi squadrati di pietra.

### La pieve dei Santi Jacopo e Filippo
La Chiesa dei Santi Filippo e Jacopo si trova nella parte occidentale del borgo, sulla sommità del colle. Fu eretta dal Vescovo di Volterra Ildebrando Pannocchieschi nel 1186, a seguito della cessazione di attività della chiesa omonima situata fuori dal paese di Bucignano. La chiesa conserva quasi intatta la sua struttura originaria costituendo uno dei pochi esempi completi di architettura romanica religiosa.
La facciata presenta un paramento murario in conci (blocchi di pietra squadrati regolarmente) ed è sobriamente animata da tre grandi arcate: le due laterali sono cieche; la centrale, sorretta da due semicolonne, sotto una croce di Santo Stefano e una grande finestra circolare, iscrive il portale.
All'interno della chiesa è conservato un dipinto attribuito a Cosimo Daddi, raffigurante l'Immacolata Concezione e i santi Antonio, Orsola e Francesco (1585-88). La scena raffigura, in alto, la Madonna in atteggiamento orante sostenuta da nubi e da un tripudio di cherubini e, in basso i Santi in atteggiamento contemplante, disposti in una sorta di ideale proscenio, come a invitare il fedele a partecipare alla contemplazione. In mezzo alla scena, tra i Santi, sta l'Albero della Scienza cui è avvinto il serpente con ali di pipistrello. La sua testa è schiacciata dal piede sinistro della Madonna che, col piede destro, si appoggia alla mezza luna, simbolo di castità. I santi Biagio e Orsola sono raffigurati con gli strumenti del loro martirio. 

### La rocca-torre dei Pannocchieschi
L'abitato è dominato dalla possente Rocca-Torre dei Pannocchieschi, attualmente di proprietà privata e non accessibile all'interno. 
Nel 1215 il vescovo Pagano dei Pannocchieschi fece costruire la torre a difesa della chiesa adiacente. Fu distrutta dalle milizia del Comune di Volterra (1219) e ricostruita dal Vescovo Felice Belforti nel 1343. La massiccia Torre di pietra ha la forma quadrata, con una base lievemente inclinata che la separa dal muro perpendicolare a piombo. L'ingresso è al livello del primo piano, e nella parte superiore i resti di una bella finestra con arco a tutto sesto fanno supporre l'uso abitativo dei piani alti.

### La miniera di rame del Pavone
La zona compresa tra Montecastelli e Rocca Sillana è nota fin dall'antichità per le miniere di rame e di argento esistenti nella valle del Pavone, già sfruttate dai vescovi volterrani. 
L'area geologicamente è quasi completamente costituita da rocce ofiolitiche (gabbro, basalto, serpentiniti) e da una minore estensione di marne e calcari eocenici.
Il torrente Pavone ha creato una gola tra Rocca Sillana e Montecastelli, in cui, fin da epoche antiche, si sono succedute varie attività minerarie. 
Nel 1832 fu aperta una nuova miniera di rame, successivamente fornita degli impianti per l'arricchimento del minerale. Sono ancora visibili i pozzi. le gallerie e i numerosi ruderi degli edifici. 
Nel 1842 fu approntata la galleria Isabella, lunga circa 120 m, al termine della quale fu scavato un pozzo profondo oltre 100 m. che consentisse l'estrazione del minerale a livelli più bassi. 

### Le Grotte fiorentine
Nella zona di Montecastelli si trovano due grotte naturali di notevole interesse. 
Le due grotte, disposte a 50 m circa l'una dall'altra e separate da un dislivello di 10–15 m, sono situate sotto il Podere Casetta nella zona nota con il nome di Sorripi ed hanno una andamento parallelo.
Nella grotta più bassa è segnalata la presenza di concrezioni stalatittiche e stalagmitiche. Le grotte sono state esplorate nel 1970 da alcuni membri dell'Associazione Speleologica e nel 1984 dal Gruppo Speleologico Alassino. 

### Buca delle Fate
Poco distante dal paese di Montecastelli, sulla strada che conduce a Castelnuovo di Val di Cecina si trova la Buca delle Fate, un ipogeo etrusco del VI secolo a.C., interamente scavato nel masso calcareo. La volta della tomba, a pianta quadrangolare, è sorretta al centro da un pilastro. Ai lati sono stati ricavati i giacigli che accoglievano i corpi dei defunti.
La tomba, probabilmente depredata dell'arredo già in tempi remoti, è stata oggetto di frequentazioni in epoche successive, come attesta la fitta simbologia paleocristiana scolpita sulle pareti e sul pilastro centrale.

### Museo della civiltà contadina

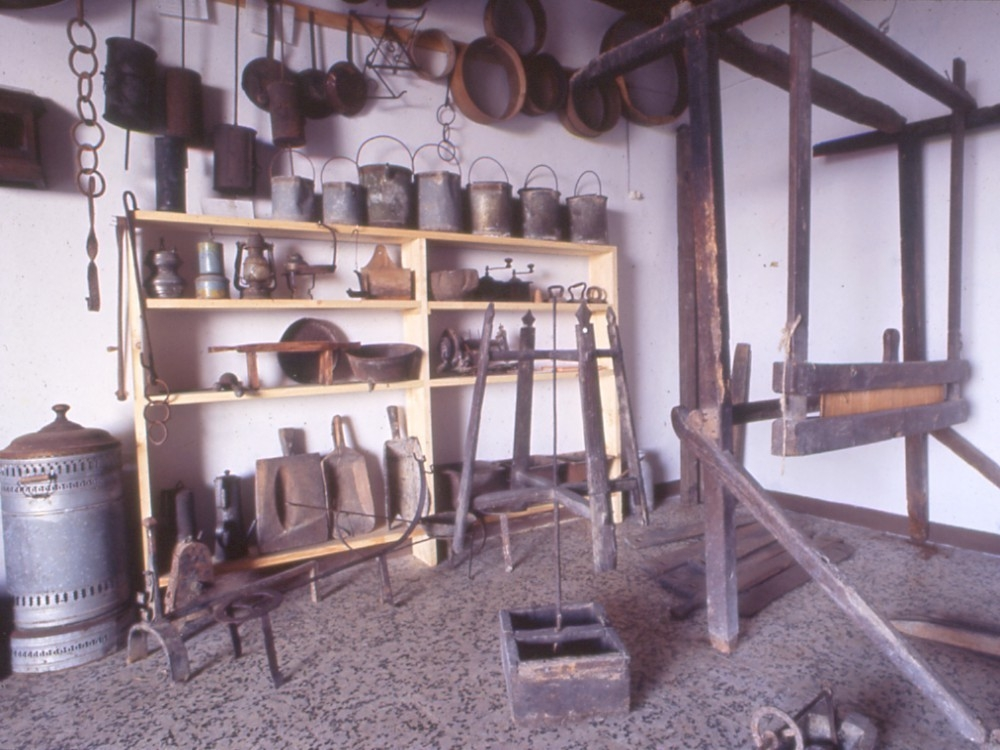
Particolare del Museo della Civiltà contadina di Montecastelli

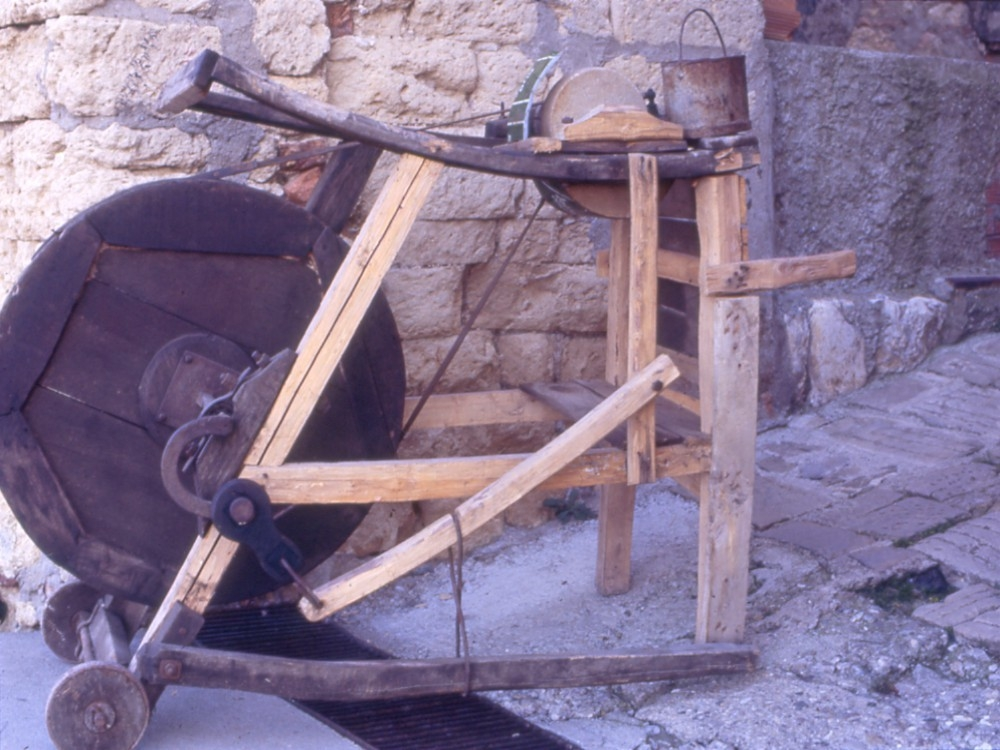
Particolare del Museo della Civiltà contadina di Montecastelli 2

Il paese di Montecastelli, allo scopo di raccogliere e conservare attrezzi da lavoro agricolo e domestico utilizzati tra la fine dell'800 e l'inizio del '900, ha recentemente allestito un Museo della civiltà contadina.
Il Museo è nato grazie alla collaborazione degli abitanti di Montecastelli, che hanno creduto in questo progetto, donando tutti gli oggetti esposti.
Gli strumenti e gli attrezzi, opportunamente restaurati e catalogati testimoniano la vita, che si svolgeva nel paese, talvolta in condizioni economiche ed ambientali assai difficili.
Nel Museo sono documentate anche le diverse attività artigianali del passato, in modo che il visitatore possa capire meglio tecniche e mestieri, riscoprendo in tal modo un'epoca altrimenti perduta per sempre.